# James Yuill

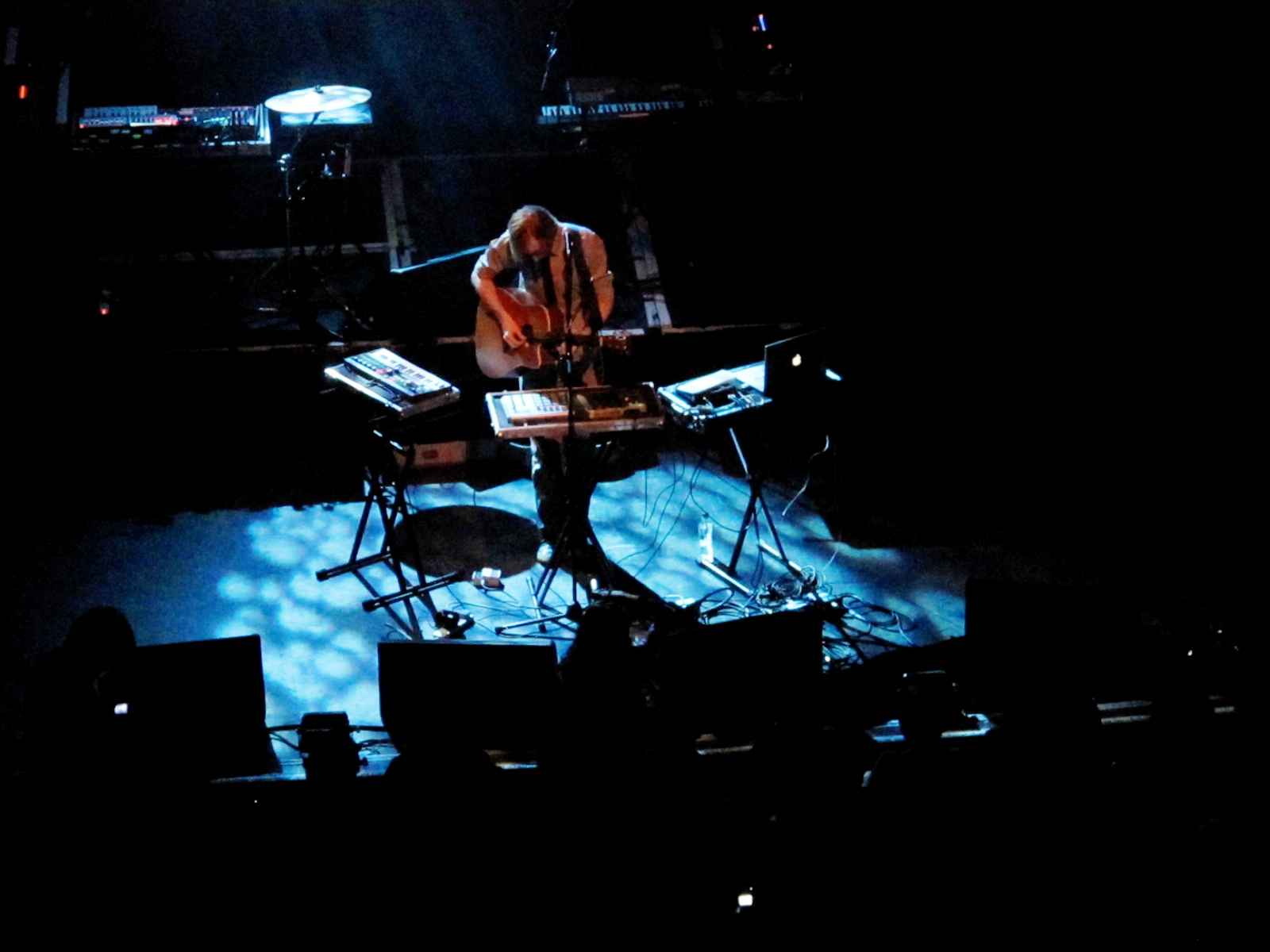
James Yuill (2009)

James Yuill (* 1981 in London) ist ein britischer Folktronica-Sänger.

## Leben
Ende 2005 veröffentlichte er mit „The Vanilla Disc“ sein Debütalbum. Allerdings war der Erfolg nur mäßig und so wechselte er Anfang 2007 zum Londoner Plattenlabel Moshi Moshi. Der breiteren Öffentlichkeit wurde er erst bekannt durch sein zweites Studioalbum „Turning Down Water for Air“, das Anfang 2009 in Deutschland erhältlich war. Auf diesen befinden sich Popsongs wie „This Sweet Love“ und „No Surprise“ bis hin zu zurückhaltenderen Songs wie „Somehow“. Zuvor tourte er 2008 auf größeren Festivals wie „SXSW“ in Texas oder Latitude und trat in kleineren Clubs und Bars auf. Auch 2010 tritt er in Ländern wie Japan, Frankreich oder Österreich auf.
Das Musikmagazin Clash beschrieb Yuill als „a one-man band armed with a laptop, mixing decks and an acoustic guitar“ (eine Ein-Mann-Band ausgestattet mit Laptop, Mischpult und einer Akustikgitarre). Der Engländer arbeitet auch als Remixer (u. a. unter dem Pseudonym „Hunger/Thirst“) und lieferte Remixe für Bands wie The Brute Chorus, Tilly & the Wall, The Answering Machine und Au Revoir Simone.

## Diskografie

### Alben
- The Vanilla Disc (2005)
- Turning Down Water For Air (2008), Moshi Moshi
- Earth EP/Fire EP (2009), Moshi Moshi
- Movement In A Storm (2010), Moshi Moshi
- These Spirits (2013), Mis

### Singles
- „This Sweet Love“ (2008), Moshi Moshi
- „No Pins Allowed“ (2008), Moshi Moshi
- „No Surprise“ (2009), Moshi Moshi
- „Over The Hills“ (2009), Moshi Moshi
- „On Your Own“ (2010), Moshi Moshi